# Доналд Крам
 Доналд Джеймс Крам (на английски: Donald James Cram) е американски химик, лауреат на Нобелова награда за химия от 1987 г. заедно с Жан-Мари Лен и Чарлз Педерсън за разработването и прилагането на молекули със структурно-специфични взаимодействия с висока избирателност. Те са основатели на технологията „домакин-гост“.

## Ранен живот и образование
Крам е роден на 22 април 1919 г. в Честър, Върмонт. Баща му е шотландски имигрант, а майка му – германска имигрантка. Баща му умира преди Крам да навърши 4 години, оставяйки го единствен мъж в петчленно семейство. Поради това му се налага да започне да работи още от ранна възраст – бере плодове, разнася вестници, боядисва къщи, като едновременно с това се учи да свири на пиано. На 18-годишна възраст той вече е работил на 18 различни места.
Крам завършва средното си образование в Лонг Айлънд, Ню Йорк. От 1938 до 1941 г. учи в колежа Ролинс в Уинтър Парк, Флорида, където получава стипендия и работи като асистент в Департамента по химия. Именно там той започва да създава свое собствено химично оборудване. Пак там получава бакалавърска степен по Химия.
През 1942 г. завършва магистратура по органична химия от университета Небраска-Линкълн. Дипломната му работа засяга механизма на реакциите на аминокетоните.
През 1947 г. Крам завършва Харвардския университет, откъде получава докторска степен по органична химия. Луис Физер е негов ментор за дисертацията му върху „Синтези и реакции на 2-(кетоалкил)-3-хидрокси-1,4-нафтохинони“.

## Научна дейност
В периода 1942 – 1945 г. Крам работи по химически изследвания в лабораториите на Merck & Co., където се занимава с прочувания на пеницилина. Постдокторантската му програма е към Американското химическо общество и включва работа в Масачузетския технологичен институт. На Крам е кръстено правилото на Крам, което предоставя модел за прогнозиране на изхода от нуклеофилна атака от карбонилни съединения. Той публикува над 350 научни труда и 8 книги за органична химия.
Крам разширява теорията на синтеза на Чарлз Педерсън, касаеща краун-етерите – двумерни органични съединения, които са способни да разпознаят и избирателно да се комбиниран с йоните на определени метални елементи. Той синтезира тримерни молекули, създавайки масив от молекули с различни форми, които могат избирателно да взаимодействат с други химикали, благодарение на допълнителните си тримерни структури. Работата на Крам представлява голяма стъпка към синтеза на изкуствени функционални подобия на ензими и други естествени молекули, чието химично поведение се дължи на характерната им структура.
През 1947 г. Крам е назначен за доцент в Калифорнийския университет, Лос Анджелис, а през 1955 г. става професор. Той служи там до пенсионирането си през 1987 г. Изучава общо 8000 студенти, които забавлява по време на лекции с китара и фолклорни песни.

## Личен живот
Крам е женен два пъти, но няма деца, тъй като смята, че или ще бъде лош баща, или лош учен. Умира от рак на 17 юни 2001 г.